# セガネットワーク対戦麻雀MJ5
『セガネットワーク対戦麻雀MJ5』（セガネットワークたいせんマージャン エムジェイファイブ、以下MJ5）は2011年8月9日に稼働を開始したセガ・インタラクティブ（2015年3月まではセガ）のアーケード麻雀ゲームである。日本プロ麻雀協会公認。ALL.Netによる全国オンライン対戦が可能。コナミアミューズメントの麻雀格闘倶楽部シリーズと並んで、アーケード麻雀ゲームを代表するタイトルである。
2013年1月23日に大型バージョンアップを行い『セガネットワーク対戦麻雀MJ5 EVOLUTION』（ - エムジェイファイブ エボリューション、MJ5EVO）に、また2014年7月4日に第2回大型バージョンアップを行い『セガネットワーク対戦麻雀MJ5 R EVOLUTION』（ - エムジェイファイブ アール エボリューション、MJ5R）に、それぞれタイトルが刷新された。本項目ではMJ5EVO、MJ5Rについても記述する。

## 新要素
- 使用基板が前作『セガネットワーク対戦麻雀MJ4Evolution』（以下MJ4Evo）までのLINDBERGH REDからRINGEDGEに変更された。
- 新サテライト筐体が初登場。『ボーダーブレイク』や『シャイニング・フォース クロス』、『初音ミク Project DIVA Arcade』で使用されている、液晶ワイドタッチパネル、イヤホンジャック搭載のRINGEDGE用汎用筺体を「ワイド筐体」として採用。タッチパネルは24インチでマルチタッチに対応。カードリーダーはタッチ式(以後、タッチリーダー)。そしてスタートボタンとアガリボタンの、2種のハードボタンを搭載したモデルとなっている。
  - 「ワイド筐体」で実装されるハードボタンは前述のスタートボタンとアガリボタンの2つのみになり、捨牌操作を含め基本操作はすべて画面上のタッチ操作で行うようになった。
    - 画面中央に向かって左側の大きな衝立と、向かって右側の小さな衝立、アガリボタン、タッチリーダー、そしてアガリボタン上部と画面黒枠下部のほぼ中間部分にある『手元照明』にフルカラーLEDを、それ以外は白の単色LEDをそれぞれ搭載。ゲームと連動して様々な演出を行う。手元照明は、設定することにより消灯可能。

- MJ2から登場した19インチCRTタッチパネルのサテライトも「非ワイド筐体」として引き続き使用されている。筐体の淵に搭載されている緑の単色LED(MJ3以前からの筐体)もしくはフルカラーLED(MJ4筐体もしくはAn×AnからのCVT筐体)がゲームと連動して様々な演出を行う。またタイトルロゴ部分と筐体本体の間に搭載されている白色LEDスポットライトは、自分のアガリ牌が出た時と対局に勝利した時の演出として使用されている。但し、タッチリーダーにLEDは搭載されていない。
  - 「非ワイド筐体」は前作までのハードボタンは引き続き実装されているが、一部仕様が変更されている。通常の鳴きとリーチが画面タッチ上のみで行うようになり、従来の鳴きボタンは上級者向けの「鳴有」「二鳴」「鳴無」機能のみに変更、リーチボタンはリーチ・テンパイ後に自動ツモ・自動カンが可能になる「オートボタン」に変更された。
- 新ライブモニター筐体が初登場。『戦国大戦』で使用されている、42インチ液晶ワイドディスプレイのサーバー兼用センターモニターを採用。これに各種ボタンとLED搭載タッチリーダーを搭載したモデルとなっている。便宜上『42型ライブ機』と称する。
- MJ4で採用された、LINDBERGHユニバーサルキャビネット・ライブモデルの32インチ液晶ワイドディスプレイのライブモニターと外部サーバーボックスのセットも、引き続き使用されている。便宜上『32型ライブ機』と称する。
  - ワイド筐体と32型ライブ機の組み合わせ、非ワイド筐体と42型ライブ機の組み合わせも可能で、ワイド筐体と非ワイド筐体の両方を32V型ライブ機とリンクさせている店舗も存在する。
- MJ4Evoでは相互利用のみだったゲームデータを管理するICカードが「Aime」（セガのALL.Net対応ゲーム統一管理システム）に正式対応した（MJ4EvoのカードもAimeカードとして利用可能）。電子マネー機能付き携帯電話も引き続き使用可能。2011年11月1日からは相互利用サービスによりバンダイナムコエンターテインメントの共通ICカード「バナパスポートカード」にも対応。但し、データ移行はそれぞれで別サービスとなるので注意が必要。
- 四人打ちと三人打ちの段位が独立。また三人打ちプロリーグが登場。東風プロリーグは奇数月、半荘プロリーグは偶数月、三人打ちプロリーグは毎月（東風・半荘プロリーグと並行開催）の1日-28日に開催される。
- レーティング機能登場。四人打ちと三人打ち別々に計算される。

### MJ5EVOの新要素
- トーナメントモードの追加。
  - 6人で三人打ちを3試合行う。3試合目は2試合目までの点棒上位と下位に分かれて対局し、最終順位を決定する。

### MJ5Rの新要素
- 公式モードのリニューアル
  - 従来までの「段位別戦」「レギュラーリーグ」「プロリーグ」が、「一般卓」「上級卓」「プロ卓」に名称変更。

### 麻雀ルール
MJ4Evoからの変更点は太字で示す。

#### MJルール
標準ルール。
- 東風戦は20,000点持ちの25,000点返し。半荘戦は25,000点持ちの30,000点返し。
- 順位ウマはワンスリー（10-30）（MJ4Evoではワンツー（10-20））。
- 食いタン、後付け、ピンフツモあり。
- 喰い替えなし。
- 西入なし。
- ドラ、裏ドラ、槓ドラ、槓裏ドラあり。槓ドラは常時即乗り。
- 赤ドラあり（五萬、五筒、五索に各1枚）。
- 30符4翻・60符3翻の場合は切り上げ満貫。
- 東風戦の荒牌流局は輪荘。半荘戦の荒牌流局は東場・南場とも親の聴牌で連荘（MJ4Evoでは半荘戦の南場のみ親の聴牌で連荘）。
- 途中流局あり（九種九牌、四風子連打、四開槓に適用。4人リーチは続行。九種九牌は連荘。その他は親流れ）。
- ダブロン、トリプルロンあり（供託点・積み棒・連荘条件は頭ハネ）。
- 国士無双のみ暗槓からの槍槓が可能。
- 包（パオ）あり（大三元、大四喜、四槓子に適用）。
- 数え役満あり（13翻以上）。
- 流し満貫あり。和了扱いとして積み符や供託点も得られる。成立していても、アガリボタンを押さないことで流し満貫を宣言しない（無効にする）こともできる。
- 国士13面、四暗刻単騎、大四喜、純正九蓮はダブル役満ではなくシングル役満として計算。ただし役満の純粋な複合はあり。
- 人和は倍満で他の役と複合しない。但し元のアガリが倍満を超える場合人和は無効となり元のアガリが優先される。
- 持ち点0点未満によるドボン（ぶっ飛び終了、ハコテン）あり。0点ちょうどは続行。1000点未満のリーチは不可。
- オーラス親のアガリやめあり（アガった際、トップでなければ連荘、トップなら終了）。
- スコアは五捨六入せず小数点（100点単位）まで計算する。

#### 三人打ちルール
- 25,000点持ちの30,000点返し。
- 東一局～南三局までの半荘戦で行われる。
- 東家、南家、西家でゲームを行い、北家はない。
- 荒牌流局は親流れ。
- 途中流局なし（MJ4Evoまでは九種九牌、四開槓に適用）。5回目の槓はできない。
- ダブロンあり（供託点・積み棒・連荘条件は頭ハネ）。
- 萬子の二～八が無い。
- チーはできない。
- ドラ表示牌が一萬の場合、ドラは九萬となる。
- ウマは、1位：+30、2位：0、3位：-30（2位の沈みウマはなし）。
- 積み棒は1本1000点として扱う。
- 北は全員役牌扱い（MJ3Evoではドラの客風牌・MJ4では通常の客風牌）。
- ツモ和了時の点数計算は北家の分を折半する（親ツモ時は折半、子ツモ時は親5/8・子3/8）。

トーナメントモード固有のルール
基本的には三人打ちのルールに準じ、以下の追加ルールとルール変更がある。
- 第1試合・第2試合は8分、第3試合は6局で打ち切り。
- 0点未満でも続行（ドボンなし）、1000点未満のリーチ可能。
- 点数は第3試合まで持ち越し。
- 30000点スタート、順位点（ウマ）、トップ賞（オカ）なし。

#### プロリーグ
プロリーグでは一部ルールに変更があるほか、アシスト機能も制限される。
- 途中流局なし（四人打ちでも適用）
- ダブロン、トリプルロンなし（頭ハネ）

アシスト機能制限
- 牌マーク機能・同一牌表示機能は使用できない。
- 聴牌・待ち牌表示がない。
- 立直ボタンが常時表示され、聴牌できない捨て牌で立直した場合はキャンセルされる。

## バージョン情報
稼働開始後もバージョンアップにより仕様の追加・変更が行われている。以下では主な変更点について記述する。

### MJ5のバージョン
Ver.A
- プロリーグ実装。
- 雀荘モード実装。（三人打ち雀荘）
- 店舗内イベント開始。
- 演出の変更。

Ver.A+
- 演出・表示の変更。
- 手動理牌の操作性改善。

Ver.B
- シングルモードが「咲シングルモード」になり、『咲-Saki- 阿知賀編 episode of side-A』の阿知賀女子学院麻雀部員を含めた対戦ができる。
- 店舗内イベント追加。
- 牌山生成アルゴリズム公開。
- チーム機能強化。
- 各種機能強化。
- シングルモード・店内対戦で三人打ちが選択可能。
- チップルール雀荘とS闘技場（雀荘モード）実装

Ver.B+
- 不具合の修正。

### MJ5EVOのバージョン
初期バージョン
- 最強位にレベルを設定。
- アイテムカテゴリの細分化。
- リプレイデータでのプレイヤー匿名化。

Ver.2.00
- 四人打ちを対象とした師匠からのお題追加。阿賀寿直プロが担当。
- 長考卓導入。

Ver.2.10
- 受信BOX導入。

Ver.3.01
- 三人打ちを対象とした、師匠からのお題追加。あいだなつプロが担当。
- フリー対局システム導入。

### MJ5Rのバージョン
Ver.4.00（初期バージョン）
- 公式モードリニューアル
- トーナメントモード廃止
- 長考卓廃止